# 基里利夫卡 (丘胡伊夫區)
50°4′53″N 37°8′18″E / 50.08139°N 37.13833°E
基里利夫卡（烏克蘭語：Кирилівка）是位於烏克蘭東部的村莊，由哈爾科夫州丘胡伊夫区的舊薩爾蒂夫市鎮負責管轄。該村處於霍蒂姆利亞河畔，始建於1709年，面積3.143平方公里，海拔高度125米，2001年人口606。